# 沙贾汉布尔
沙贾汉布尔（羅馬化：Shāhjahānpur）是印度北方邦沙賈漢布爾縣的一个城镇。总人口20503（2001年）。

## 人口
该地2001年总人口20503人，其中男性11594人，女性8909人；0—6岁人口2637人，其中男1390人，女1247人；识字率70.43%，其中男性为77.93%，女性为60.67%。